# Georg Limburg
Georg Limburg (* 13. November 1925 in Völkershausen; † 2. September 2018) war ein deutscher Gewerkschafter. Er war Vorsitzender des Bezirksvorstandes Suhl des Freien Deutschen Gewerkschaftsbundes (FDGB).

## Leben
Limburg, Sohn eines Stellmachers, besuchte die Volksschule und absolvierte eine Lehre zum Autoschlosser und arbeitete anschließend in diesem Beruf. 1943 wurde er zum Reichsarbeitsdienst, dann zur Wehrmacht eingezogen.
Nach dem Zweiten Weltkrieg arbeitete er von 1946 bis 1950 als Schlosser. 1948 trat er der SED bei. 1949/50 war er BGL-Vorsitzender in Vieths (Kreis Bad Salzungen), dann von 1950 bis 1953 Instrukteur des Landesvorstandes Thüringens bzw. des Bezirksvorstandes Erfurt der IG Metall. Nach einem Studium an der Parteihochschule „Karl Marx“ (1953) fungierte er von 1954 bis 1958 als Vorsitzender des FDGB-Bezirksvorstandes Suhl. Limburg war auch Mitglied der Bezirksleitung Suhl der SED sowie zeitweise auch Kandidat bzw. Mitglied ihres Büros. Später wirkte Limburg als Sekretär für Arbeit und Löhne im Stadtvorstand des FDGB Erfurt.